# Leopold Jindřich Šlik
Leopold Jindřich František Šlik (německy Leopold Heinrich Franz Schlik, 29. července 1729 – 26. června 1770) byl český šlechtic z hraběcí ostrovské rodové linie Šliků.

## Život
Narodil se jako syn hraběte Františka Josefa Jindřicha a Marie Eleonory hraběnky z Trauttmansdorffu.
Působil ve státních službách a zastával úřady královského tajného rady, dvorního komorníka a místopředsedy ministeriální bankovní deputace. Svého mincovního práva uděleného jeho rodu využil pouze jednou, a to v roce 1767, kdy nechal razit dukáty a stříbrné tolary, které jsou vyobrazeny na tabulce LIX, č. 506 a 507 v „Beschreibung böhmischer Privatmünzen und Medaillen".
Z jeho manželství s Marií Antonií hraběnkou z Frankenbergu se - kromě dvou synů a dvou dcer, kteří zemřeli v mládí - narodil syn Josef Jindřich. Hrabě Leopold Jindřich byl taktéž dědečkem slavného generála Františka Jindřicha II. Šlika.